# Faro de Isla de Flores
El faro de Isla de Flores es un faro uruguayo, está ubicado sobre la costa del Río de la Plata, es parte del Parque Nacional Isla de Flores a 21 kilómetros de Montevideo.

## Historia
El primer faro de isla de Flores fue proyectado por el ingeniero Bernardo Lecocq en 1791 y construido por Pablo Domingo del Villar 1797 en época del virreinato del Río de la Plata.
El actual faro de isla de Flores fue iluminado el 1 de enero de 1828.
El 10 de febrero de 2004, y con el código 2004-04-S, el Correo Uruguayo imprimó unos sellos valor $10 (pesos uruguayos), en homenaje a dicha construcción marina.

## Descripción
Es una torre circular de mampostería, cúpula a franjas radiales blancas y rojas, con edificaciones blancas al pie.
Cuenta con una altura de 19,5 metros y un alcance luminoso de 19,2 millas náuticas.